# White Russian

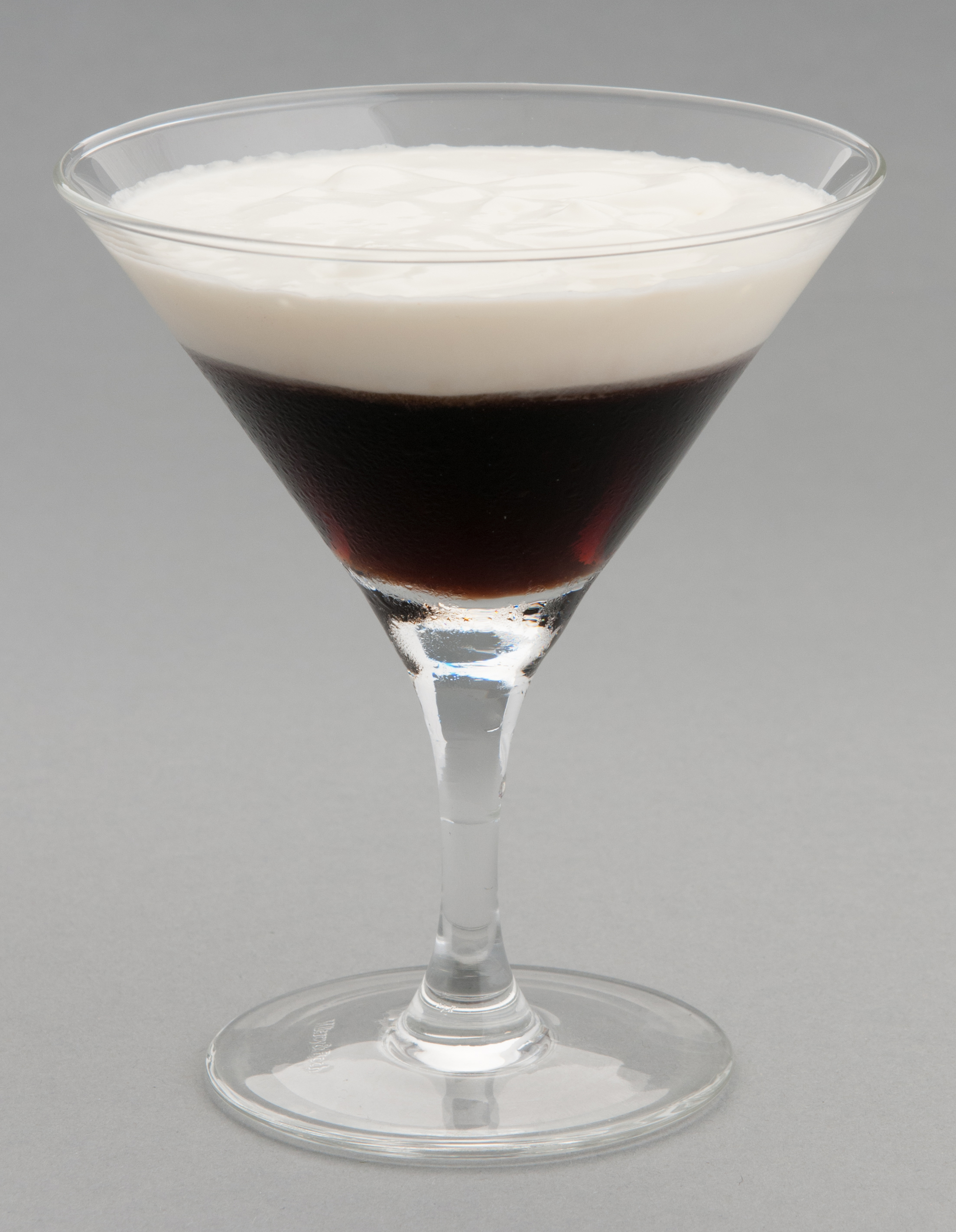
White Russian

White Russian é um coquetel feito com vodca, licor de café e creme de leite, servido com gelo. O termo "russo" é devido à adição de vodca. Alternativamente usa-se leite no lugar do creme.
Não é uma bebida tradicional russa, mas um trocadilho do nome "White Russians", anti-Bolchevique, da Guerra Civil Russa. Na cultura popular, era bebida por "O cara" (Jeff Bridges) no filme The Big Lebowski.